# Lijst van voetbalinterlands Duitsland - Gibraltar
Deze lijst van voetbalinterlands is een overzicht van alle officiële voetbalwedstrijden tussen de nationale teams van Duitsland en Gibraltar. De landen speelden tot op heden twee keer tegen elkaar. De eerste ontmoeting, een kwalificatiewedstrijd voor het Europees kampioenschap voetbal 2016, werd gespeeld in Neurenberg op 14 november 2014. Het laatste duel, de returnwedstrijd in dezelfde kwalificatiereeks, vond plaats op 13 juni 2015 in Faro (Portugal).

## Wedstrijden
| № | Plaats     | Datum            | Competitie           | Wedstrijd             | Uitslag |
| - | ---------- | ---------------- | -------------------- | --------------------- | ------- |
| 1 | Neurenberg | 14 november 2014 | EK 2016 kwalificatie | Duitsland − Gibraltar | 4 − 0   |
| 2 | Faro       | 13 juni 2015     | EK 2016 kwalificatie | Gibraltar − Duitsland | 0 − 7   |

## Samenvatting
| Competitie      | Totaal gespeeld | Winst Duitsland | Gelijk | Winst Gibraltar | Doelsaldo Duitsland – Gibraltar |
| --------------- | --------------- | --------------- | ------ | --------------- | ------------------------------- |
| EK-kwalificatie | 2               | 2               | 0      | 0               | 11 − 0                          |
| Totaal          | 2               | 2               | 0      | 0               | 11 − 0                          |

Wedstrijden bepaald door strafschoppen worden, in lijn met de FIFA, als een gelijkspel gerekend.

## Details

### Eerste ontmoeting
| EK 2016 kwalificatie (scheidsrechter Alexandru Tudor, Neurenberg, 14 november 2014):                                                                          |              | |
| Duitsland | 4 – 0        | Gibraltar |
| Thomas Müller 12' Thomas Müller 29' Mario Götze 38' Yogan Santos 67' (e.d.)                                                                                   | goals        | |
| Joachim Löw | bondscoach   | Allen Bula |
| Manuel Neuer Jérôme Boateng Shkodran Mustafi Erik Durm 72' Sami Khedira 60' Toni Kroos 79' Mario Götze Lukas Podolski Karim Bellarabi Thomas Müller Max Kruse | opstellingen | Jamie Robba David Artell Scott Wiseman Joseph Chipolina Roy Chipolina Ryan Casciaro Jean-Carlos Garcia Liam Walker 58' Jack Sergeant 71' Lee Casciaro 90+1' Brian Perez |
| Kevin Volland 60' Jonas Hector 72' Lars Bender 79' | wissels      | 58' Yogan Santos 71' Kyle Casciaro 90+1' Adam Priestley |

- Debuut van Jonas Hector (1. FC Köln) voor Duitsland.

### Tweede ontmoeting
| EK 2016 kwalificatie (scheidsrechter Clayton Pisani, Faro, 13 juni 2015):                                                                                               |              | |
| Gibraltar | 0 – 7        | Duitsland |
| | goals        | 28' André Schürrle 47' Max Kruse 51' İlkay Gündoğan 57' Karim Bellarabi 65' André Schürrle 71' André Schürrle 81' Max Kruse                                                            |
| Allen Bula | bondscoach   | Joachim Löw |
| Jordan Perez Joseph Chipolina Roy Chipolina Ryan Casciaro Jean-Carlos Garcia Jake Gosling Liam Walker Kyle Casciaro 78' Adam Priestley 61' Lee Casciaro Aaron Payas 82' | opstellingen | Roman Weidenfeller Jérôme Boateng Jonas Hector Bastian Schweinsteiger Mesut Özil Sebastian Rudy 67' İlkay Gündoğan Karim Bellarabi 36' Mario Götze 56' Patrick Herrmann André Schürrle |
| Jamie Coombes 61' Jamie Bosio 78' Jack Sergeant 82' | wissels      | 36' Max Kruse 56' Lukas Podolski 67' Sami Khedira |
| Joseph Chipolina 54' Lee Casciaro 90+2' | gele kaarten | |

DFB · A-internationals · Bondscoaches · Duits vrouwenelftal · Olympisch elftal · Duitsland U21 · Duitsland U20 · Duitsland U19 · Duitsland U18 · Duitsland U17 · Duitsland U16 · Vrouwen U17
1905 – 1919 · 
1920 – 1929 · 
1930 – 1939 · 
1940 – 1949 · 
1950 – 1959 · 
1960 – 1969 · 
1970 – 1979 · 
1980 – 1989 · 
1990 – 1999 · 
2000 – 2009 · 
2010 – 2019 · 
2020 – 2029
EK's: 1972 · 
1976 · 
1980 · 
1984 · 
1988 · 
1992 · 
1996 · 
2000 · 
2004 · 
2008 · 
2012 · 
2016 · 
2020 · 
2024
CC: 1999 · 
2005 · 
2017
WK's: 1934 ·
1938 · 
1954 · 
1958 · 
1962 · 
1966 · 
1970 · 
1974 · 
1978 · 
1982 · 
1986 · 
1990 · 
1994 · 
1998 · 
2002 · 
2006 · 
2010 · 
2014 · 
2018 · 
2022
OS: 1912 ·
1928 ·
1936 ·
2016 ·
2020
Albanië ·
Algerije ·
Argentinië ·
Armenië ·
Australië ·
Azerbeidzjan ·
België ·
Bohemen en Moravië ·
Bolivia ·
Bosnië en Herzegovina ·
Brazilië ·
Bulgarije ·
Canada ·
Chili ·
China ·
Colombia ·
Costa Rica ·
Cyprus ·
DDR ·
Denemarken ·
Ecuador ·
Egypte ·
Engeland ·
Estland ·
Faeröer ·
Finland ·
Frankrijk ·
Georgië ·
Ghana ·
Gibraltar ·
GOS ·
Griekenland ·
Hongarije ·
Ierland ·
IJsland ·
Iran ·
Israël ·
Italië ·
Ivoorkust ·
Japan ·
Joegoslavië ·
Kameroen ·
Kazachstan ·
Koeweit ·
Kroatië ·
Letland ·
Liechtenstein ·
Litouwen ·
Luxemburg ·
Malta ·
Marokko ·
Mexico ·
Moldavië ·
Nederland ·
Nieuw-Zeeland ·
Nigeria ·
Noord-Ierland ·
Noord-Macedonië ·
Noorwegen ·
Oekraïne ·
Oman ·
Oostenrijk ·
Paraguay ·
Peru ·
Polen ·
Portugal ·
Roemenië ·
Rusland ·
Saarland ·
San Marino ·
Saoedi-Arabië ·
Schotland ·
Servië ·
Servië en Montenegro · 
Slovenië ·
Slowakije ·
Sovjet-Unie ·
Spanje ·
Thailand ·
Tsjechië ·
Tsjecho-Slowakije ·
Tunesië ·
Turkije ·
Uruguay ·
Verenigde Arabische Emiraten ·
Verenigde Staten ·
Wales ·
Wit-Rusland ·
Zuid-Afrika ·
Zuid-Korea ·
Zweden ·
Zwitserland
Algerije (1982) · 
Algerije (2014) · 
Argentinië (1986) ·
Argentinië (1990) ·
Argentinië (2006) ·
Argentinië (2014) · 
Australië (2010) ·
België (1980) · 
Brazilië (2002) ·
Brazilië (2014) · 
Chili (1982) ·
Costa Rica (2006) ·
Denemarken (1992) ·
Denemarken (2012) · 
Ecuador (2006) ·
Engeland (1966) ·
Engeland (1982) ·
Engeland (2010) ·
Engeland (2021) ·
Frankrijk (2014) · 
Frankrijk (2021) · 
Ghana (2014) ·
Griekenland (2012) · 
Hongarije (1954, 2) ·
Hongarije (2021) ·
Italië (1982) ·
Italië (2006) ·
Italië (2012) · 
Japan (2022) · 
Kroatië (2008) ·
Mexico (2018) ·
Nederland (1974) ·
Nederland (2012) ·
Oekraïne (2016) ·
Oostenrijk (1982) ·
Oostenrijk (2008) ·
Polen (2006) ·
Polen (2008) ·
Polen (2016) ·
Portugal (2006) ·
Portugal (2008) ·
Portugal (2012) ·
Portugal (2014) ·
Portugal (2021) ·
Servië (2010) ·
Sovjet-Unie (1972) · 
Spanje (1982) ·
Spanje (2008) ·
Spanje (2022) ·
Tsjechië (1996, 2) · 
Tsjecho-Slowakije (1976) ·
Turkije (2008) ·
Verenigde Staten (2014) ·
Zuid-Korea (2018) ·
Zweden (2006)
GFA · A-internationals · Bondscoaches · Statistieken · Vrouwenelftal · Olympisch elftal · Gibraltar U19 · Gibraltar U17
2010 – 2019 ·
2020 − 2029
2013 ·
2014 ·
2015 ·
2016 ·
2017 ·
2018 ·
2019 ·
2020 ·
2021 ·
2022 ·
2023 ·
2024
Andorra ·
Armenië ·
België ·
Bosnië en Herzegovina ·
Bulgarije ·
Cyprus ·
Denemarken ·
Duitsland ·
Estland ·
Faeröer ·
Frankrijk ·
Georgië ·
Grenada ·
Griekenland ·
Ierland ·
Kosovo ·
Kroatië ·
Letland ·
Liechtenstein ·
Litouwen ·
Malta ·
Moldavië ·
Montenegro ·
Nederland ·
Noord-Macedonië ·
Noorwegen ·
Polen ·
Portugal ·
San Marino ·
Schotland ·
Slovenië ·
Slowakije ·
Turkije ·
Wales ·
Zwitserland